# Diana und Actaeon (Tizian)
Diana und Actaeon, auch genannt Actaeon Surprising Diana (Artemis) in the bath, ist ein Bild aus der Poesie genannten Serie von acht mythologischen Bildern, die Tizian für Philipp II. von Spanien malte.
Dargestellt ist die verhängnisvolle Begegnung zwischen dem Jäger Actaeon und der Göttin Diana. Vollendet wurde das Bild um 1556 bis 1559. Es zählt zu den bekanntesten und teuersten Werken Tizians.

## Mythos
Aktaion (Actaeon), ein besessener Jäger, belauscht auf der Jagd die Göttin Diana, die mit ihren Nymphen in einer Quelle badet. Er wird von der erzürnten Göttin in einen Hirsch verwandelt und von den eigenen Hunden, die ihn nicht mehr erkennen, zerfleischt.
Aus den Metamorphosen des Ovid:

„Als er nun aber betrat die quellendurchrieselte Grotte

Schlugen, nackt wie sie waren, die Nymphen beim Anblick des Mannes

Scheu ihre Brüste und füllten mit lautem, erschrockenen Schreien

Rings den Hain und scharten sich um die Göttin Diana,

Um sie mit eigenem Leib zu decken. An Wuchs aber höher

Überragte die Göttin mit ihrem Nacken sie alle.“

## Geschichte
Der achtteilige Zyklus Poesie wurde von Tizian während seines Aufenthalts am spanischen Hof in Madrid zwischen 1553 und 1562 für König Philipp II. geschaffen. Unter welchen Umständen die Bilder entstanden sind und wer die Bildthemen ausgewählt hat, ist nicht bekannt. Heute sind die Bilder auf mehrere Museen verteilt.
Das erste Bild war Danaë und der Goldregen, es folgten Venus und Adonis, Diana und Callisto, Jason und Medea, Perseus und Andromeda, Diana und  Actaeon, Der Tod des  Actaeon und schließlich Europa und der Stier.
Die Bilder unterscheiden sich erheblich in Maßen und Komposition. Gemeinsam ist ihnen der Bezug auf Ovids Metamorphosen, bis auf Jason und Medea und Perseus und Andromeda behandeln alle Bilder Liebschaften Olympischer Götter.

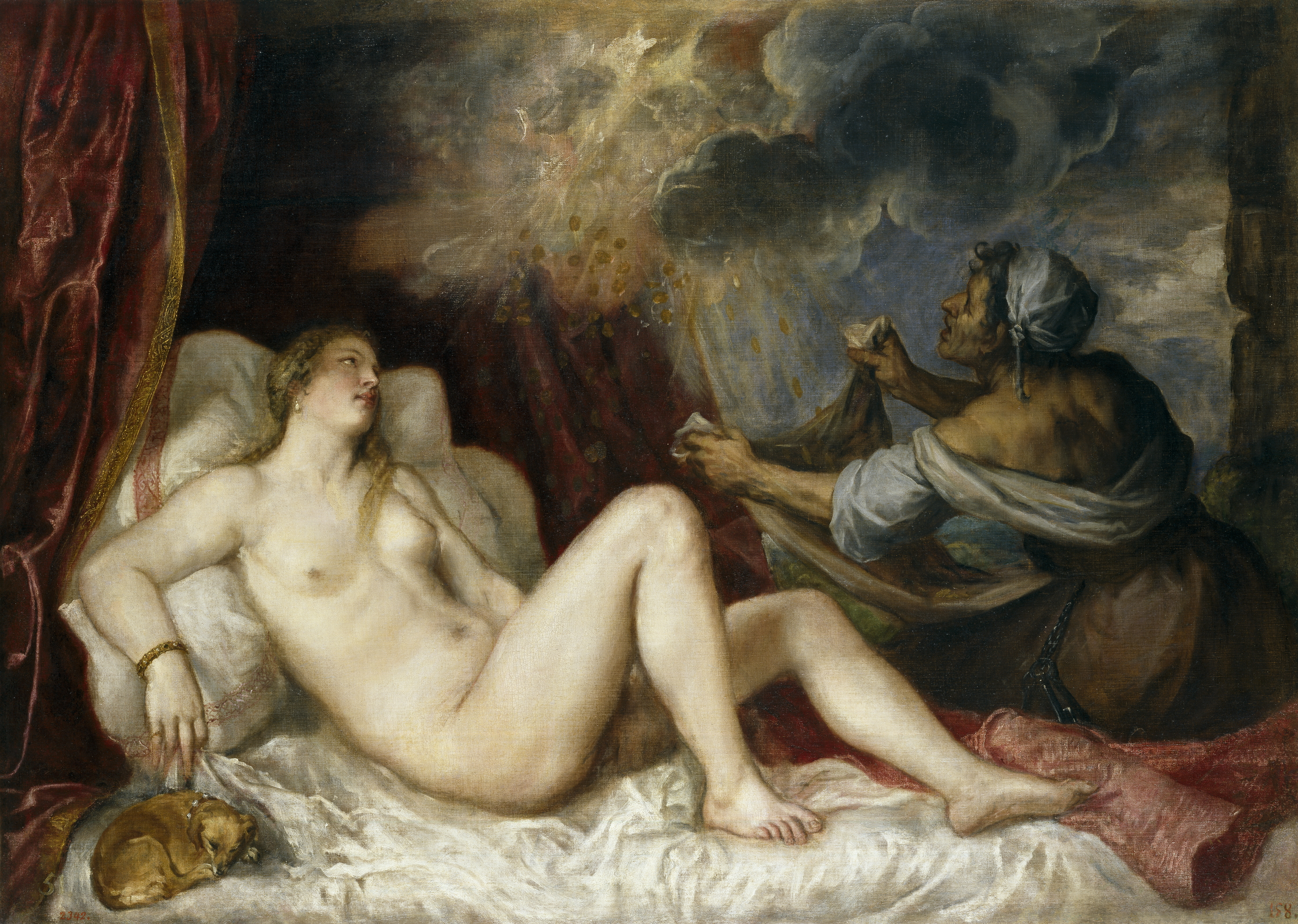
Danaë und der Goldregen
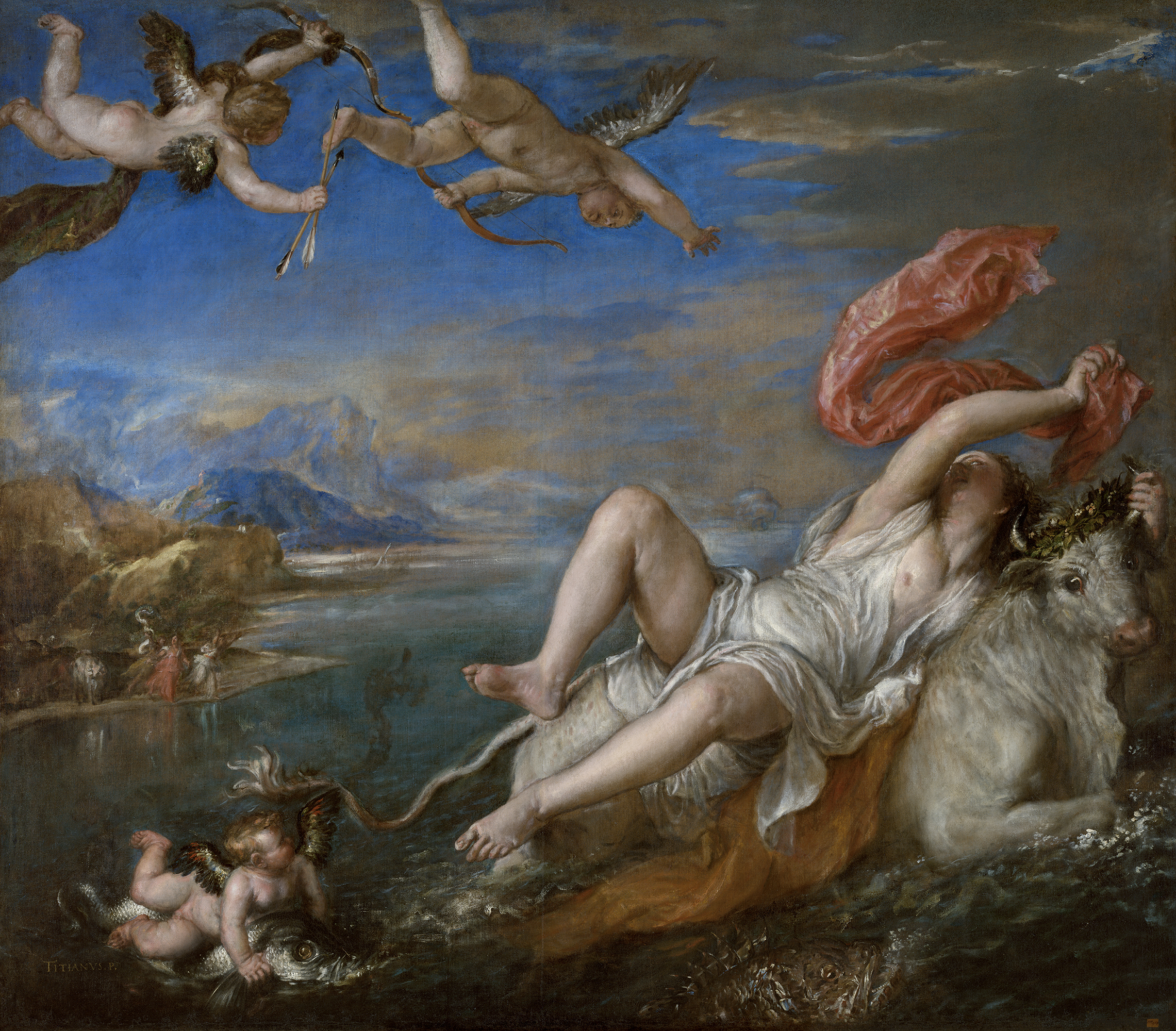
Raub der Europa
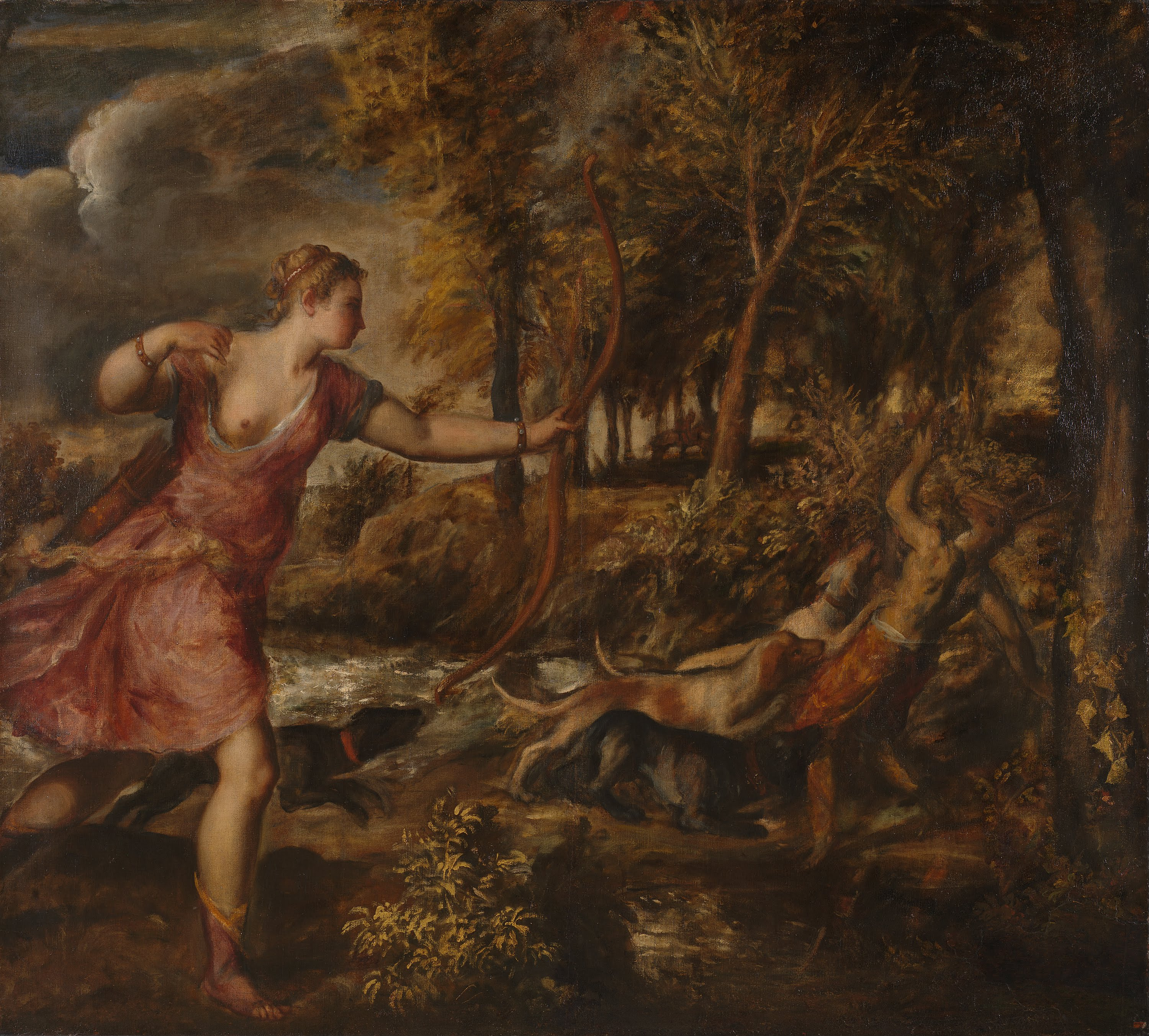
Tod des Actaeon
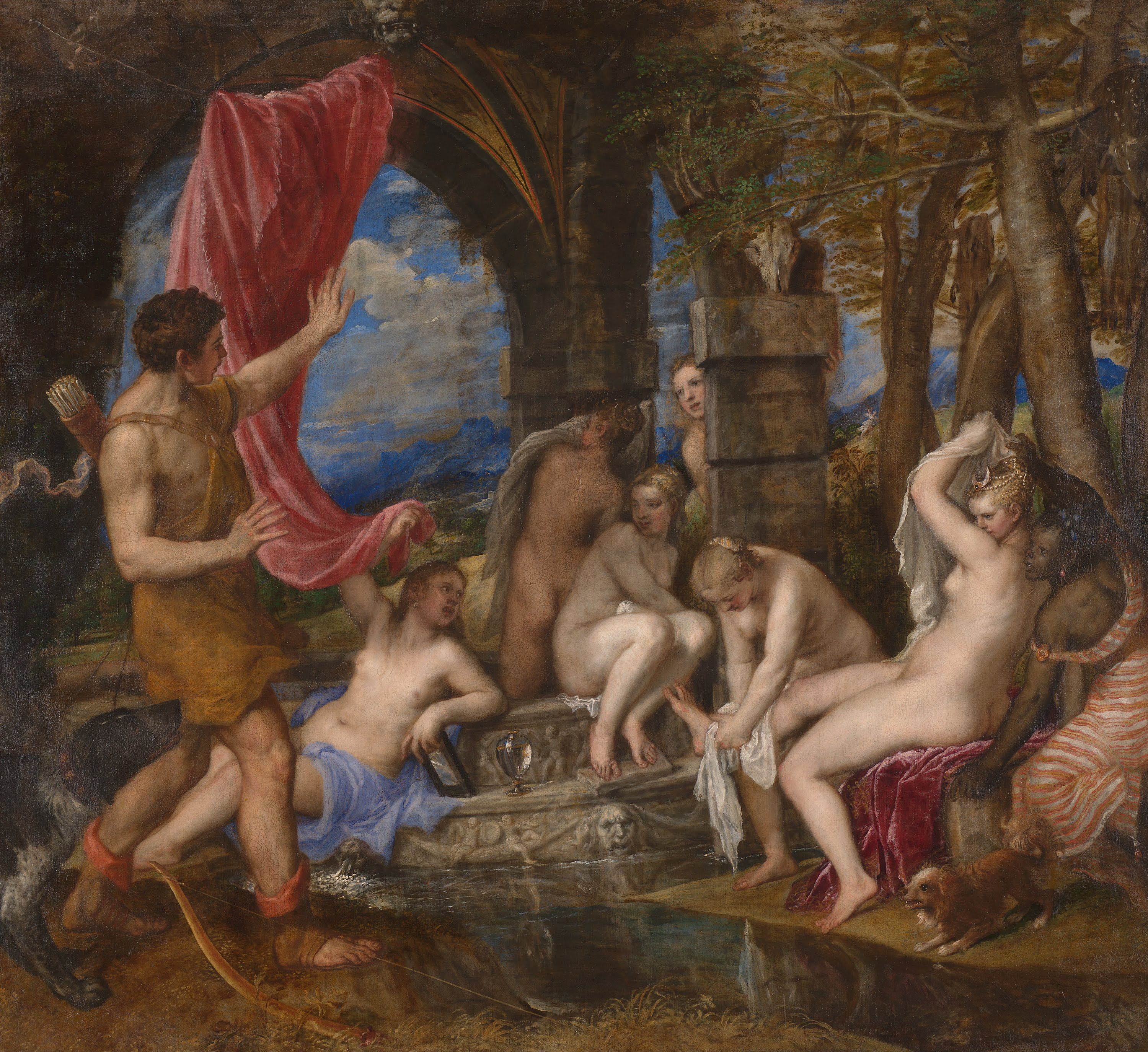
Diana und Actaeon
Venus und Adonis
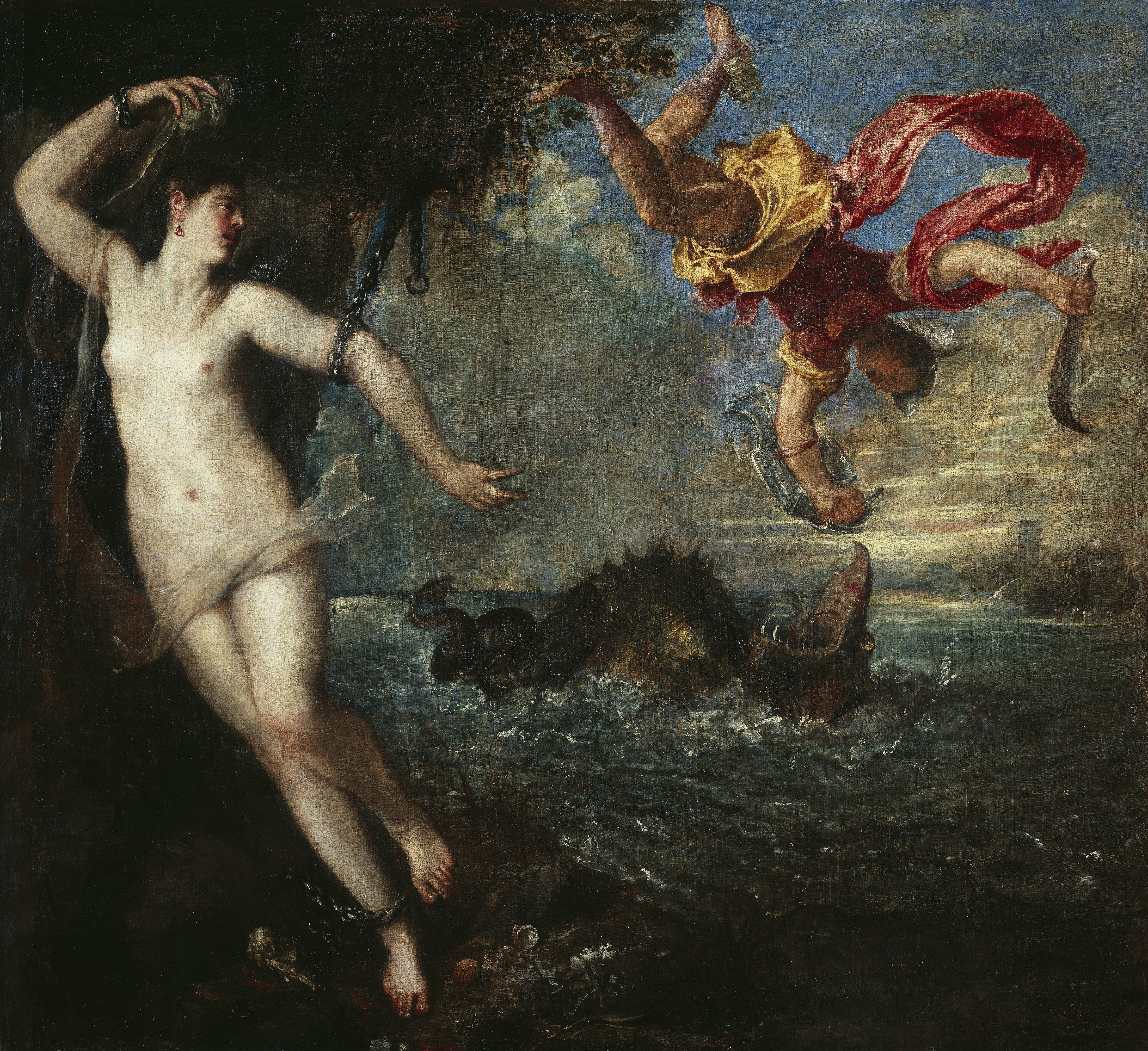
Perseus und Andromeda
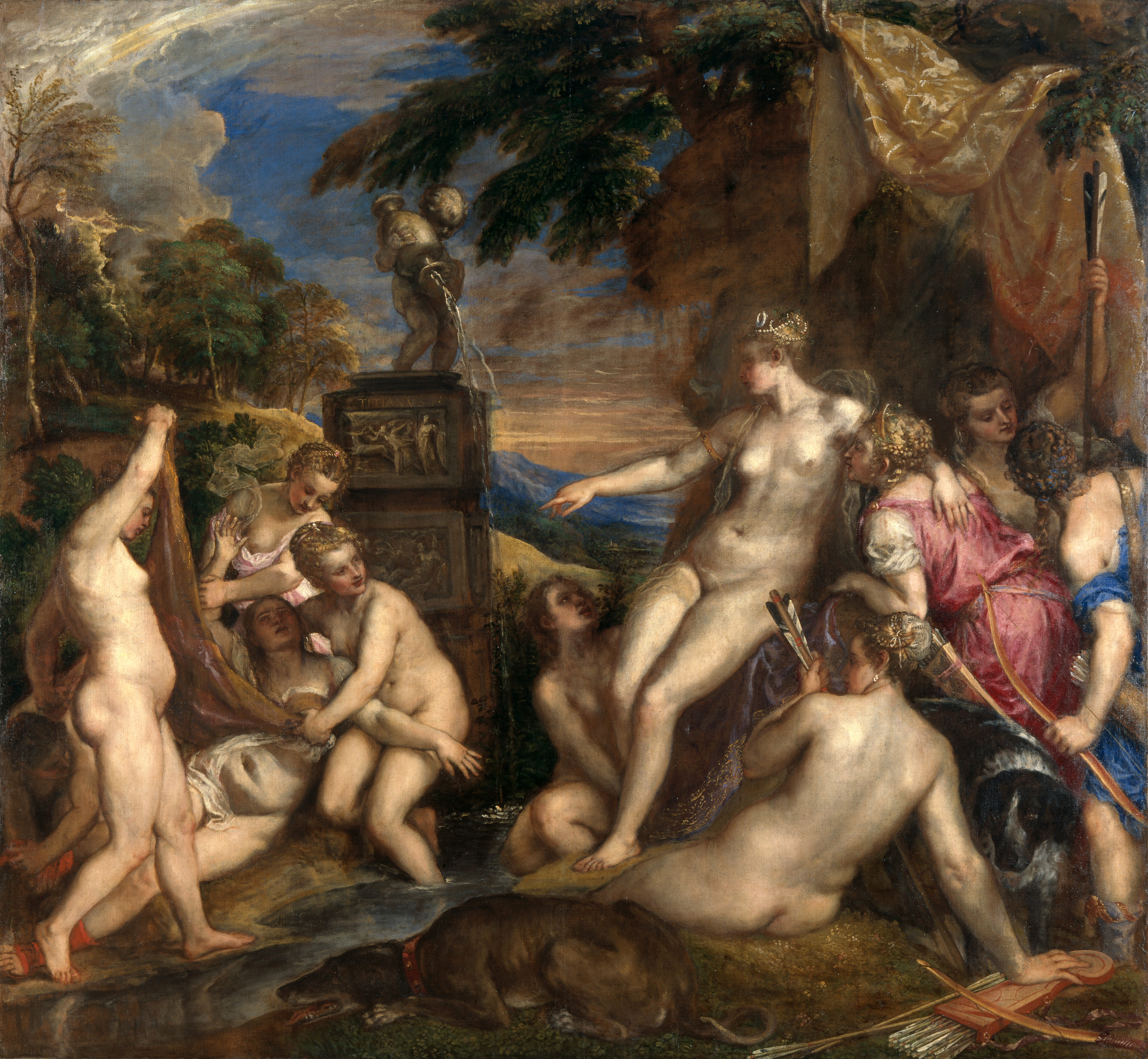
Diana und Callisto

Die Bilder blieben bis 1704 in der Königlichen Sammlung in Madrid. 1704 überreichte König Philipp V., ein Bourbone auf dem spanischen Thron, die Serie dem französischen Botschafter, der sie an Louis-Philippe, Herzog von Orléans weiterreichte. Im Jahr 1791, zwei Jahre vor seinem Tod durch die Guillotine, verkaufte der Herzog seine Sammlung nach Brüssel an einen Kunsthändler. Dieser veranstaltete in London Ausstellungen, in denen er auch Bilder Tizians anbot. Dort kaufte der britische Kanalbauer und Kohlemagnat Francis Egerton, 3. Duke of Bridgewater, einer der reichsten Männer Englands, das Bild, zusammen mit dem zugehörigen Bild von Tizian Diana und Callisto.
Egerton starb kinderlos und ein Teil seines Vermögens, darunter auch die Bridgewater-Collection, ging an seinen Neffen George Gower. Der brachte die Sammlung von rund 70 Bildern in sein Londoner Haus, das Bridgewater House in Westminster. Ab 1803 war die Bildergalerie in den Sommermonaten für ausgewählte Besucher, z. B. auf Empfehlung der Royal Academy of Arts, zu besichtigen. Bei Ausbruch des Zweiten Weltkriegs 1939 wurde die Sammlung nach Schottland verlagert. Im Jahr 2000 erbte ein weiterer Nachkomme Francis Egertons, Francis Egerton, 7. Herzog von Sutherland (* 1940), die Sammlung.
Von 1945 bis 2009 hingen die Bilder als Leihgabe in der Scottish National Gallery in Edinburgh.
2009 wurde das Bild Diana und Actaeon durch Francis Egerton, ebenso wie Tizians Diana und Callisto, verschiedenen Museen in Großbritannien zum Preis von 100 Millionen Pfund angeboten. Das Bild wurde nach einer nationalen Sammelaktion in Großbritannien für 50 Millionen Pfund aus der Sammlung des 7. Duke of Egerton 2009 gemeinsam von der National Gallery in London und der Scottish National Gallery in Edinburgh erworben. Es wird nun im Fünfjahres-Turnus abwechselnd in den beiden Museen gezeigt. 2012 erwarben die beiden Museen vom gleichen Besitzer das zugehörige Bild Diana und Callisto für 45 Millionen Pfund.